# 浙江旅游职业学院
浙江旅游职业学院（英语：Tourism College of Zhejiang，缩写为TCZJ），简称浙旅院，位于中国浙江省杭州市，现有萧山和千岛湖两个校区，是一所公立全日制专科院校，其前身为1983年创建的浙江省旅游职工中等专业学校。截至2019年9月，学校有全日制在校生13031人，教职员工近600人，设有12个教学单位，开设26个与旅游业有关的专业。

## 学校沿革
- 1983年，浙江省旅游职工中等专业学校创建，校址于浙江宾馆。
- 1984年，浙江省旅游职工中等专业学校迁址杭海路324号，占地面积17亩。
- 1987年，浙江省旅游学校成立，和浙江省旅游职工中等专业学校并存。
- 2000年，浙江省人民政府同意在浙江省旅游学校基础上筹备建立浙江旅游职业学院。
- 2002年9月，学校搬迁至现萧山校区南区。
- 2015年，千岛湖校区落成启用。[3]